# Geophis duellmani
Espèce
Statut de conservation UICN

 LC  : Préoccupation mineure
Geophis duellmani  est une espèce de serpents de la famille des Dipsadidae.

## Répartition
Cette espèce est endémique de l'État d'Oaxaca au Mexique.

## Étymologie
Cette espèce est nommée en l'honneur de William Edward Duellman.

## Publication originale
- Smith & Holland, 1969 : Two new snakes of the genus Geophis from México. Transactions of the Kansas Academy of Science, vol. 72, p. 47-53.